# Лібертадорес

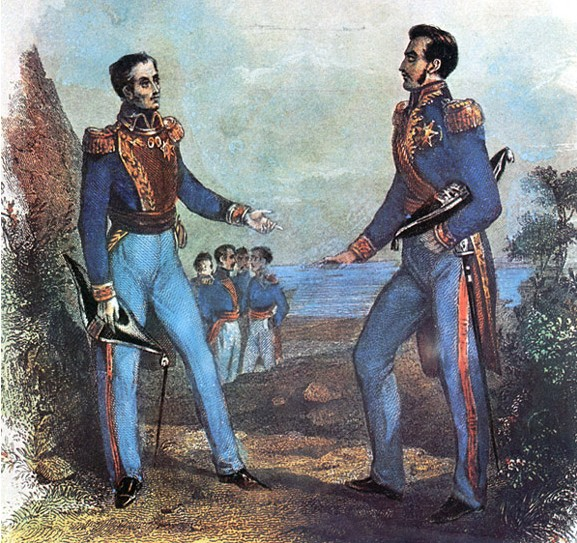
Гуаякільська конференція (1822) Сімон Болівар та Хосе де Сан-Мартін, великі libertadores (визволителі) Іспанської Америки.

Лібертадо́рес (Визволителі; Spanish: [liβeɾtaˈðoɾes], "Liberators") — лідери війни за незалежність від Іспанії та Португалії. Названі так на відміну від Конкістадорів
Лібертадорес походили переважно з буржуазії  креолів (місцеві народи європейського,в основному іспанського або португальського походження) що підтримували лібералізм, у більшості випадків отримали військову підготовку в метрополії (батьківщині).

## Список Лібертадорес
| Портрет | Ім'я (роки життя)                      | Сприяли незалежності                                             | Брав участь в | Примітки    |
| ------- | -------------------------------------- | ---------------------------------------------------------------- | --- | ----------- |
|         | Сімон Болівар (1783–1830)              | Колумбія, Венесуела, Еквадор, Перу, Панама та Болівія            | Війна за незалежність Венесуели Адміральська кампанія Партія Боба Війна за незалежність Еквадору Війна за незалежність Перу Війна за незалежність Болівії             | [ 2 ]       |
|         | Хосе де Сан-Мартін (1778–1850)         | Аргентина, Чилі та Перу                                          | Війна за незалежність Аргентини Перехід через Анди Війна за незалежність Чилі Війна за незалежність Перу                                                              | [ 3 ]       |
|         | Аґустін де Ітурбіде (1783–1824)        | Мексика, Гватемала, Сальвадор, Гондурас, Нікарагуа та Коста-Рика | Мексиканська війна за незалежність План Ігуали | [ 4 ]       |
|         | Мануель Бельграно (1770–1820)          | Аргентина, Болівія та Парагвай                                   | Британські вторгнення в віце-королівство Ріо-де-Ла-Плата Травнева революція Парагвайська кампанія Війна за незалежність Аргентини Війна за незалежність Болівії       | [ 5 ]       |
|         | Бернардо О'Гіґґінс (1778–1842)         | Чилі and Перу                                                    | Війна за незалежність Чилі Війна за незалежність Аргентини Війна за незалежність Перу                                                                                 | [ 6 ] [ 7 ] |
|         | Мігель Ідальго (1753–1811)             | Мексика                                                          | Гріто де Долорес Мексиканська війна за незалежність | [ 8 ]       |
|         | Хосе Марія Морелос (1765–1815)         | Мексика                                                          | Мексиканська війна за незалежність wrote the Почуття нації | [ 9 ]       |
|         | Рамон Кастілья-і-Маркесадо (1797–1867) | Перу                                                             | Війна за незалежність Перу | [ 10 ]      |
|         | Андрес де Санта-Крус (1792–1865)       | Болівія,Перу                                                     | Війна за незалежність Болівії Війна за незалежність Аргентини Війна за незалежність Перу Війна за незалежність Еквадору Війна проти Перуано-болівійської конфедерації | [ 10 ]      |
|         | Хосе Хервасіо Артігас (1764–1850)      | Уругвай                                                          | Британські вторгнення в віце-королівство Ріо-де-Ла-Плата Португальсько-бразильське вторгнення Громадянська війна в Аргентині                                          | [ 10 ]      |
|         | Томас Кокрен (1775–1860)               | Бразилія, Чилі                                                   | Французькі революційні війни Наполеонівські війни Війна за незалежність Чилі Війна за незалежність Перу Війна за незалежність Бразилії Грецька революція              | [ 4 ]       |
|         | Франсіско де Міранда (1750–1816)       | Венесуела                                                        | Війна за незалежність США Велика французька революція Війна за незалежність Венесуели                                                                                 | [ 11 ]      |
|         | Маріано Морено (1778–1811)             | Аргентина                                                        | Травнева революція Війна за незалежність Аргентини Парагвайська кампанія                                                                                              | [ 12 ]      |
|         | Педру I (1798–1834)                    | Бразилія                                                         | Війна за незалежність Бразилії Аргентино-бразильська війна Ліберальні війни                                                                                           | [ 13 ]      |
|         | Антоніо Хосе де Сукре (1795–1830)      | Болівія, Перу, Еквадор, Венесуела                                | Війна за незалежність Венесуели Війна за незалежність Еквадору Війна за незалежність Болівії Війна за незалежність Перу Колумбійсько-перуанская війна                 | [ 14 ]      |

## Спадщина
Прапори Венесуели, Колумбії і Еквадору створені за проектом Франсіско де Міранда в 1806 році. Назва країни Болівія взяла ім'я Симона Болівара, той в свою чергу бів президентом Колумбії, Перу, Болівії та дворазовий президент Венесуели. Хосе де Сан-Мартін був "Президентом Протектором" Перу.